# West Crossett
West Crossett is een plaats (census-designated place) in de Amerikaanse staat Arkansas, en valt bestuurlijk gezien onder Ashley County.

## Demografie
Bij de volkstelling in 2000 werd het aantal inwoners vastgesteld op 1664.

## Geografie
Volgens het United States Census Bureau beslaat de plaats een oppervlakte van
43,4 km², waarvan 42,0 km² land en 1,4 km² water.

## Plaatsen in de nabije omgeving
De onderstaande figuur toont nabijgelegen plaatsen in een straal van 32 km rond West Crossett.